# سندرم آنتون-بابینسکی
سندرم آنتون-بابینسکی (انگلیسی: Anton–Babinski syndrome) یا آنوزوگنوزی بینایی یک نشانهٔ نادر از آسیب مغزی در لوب پس‌سری است. کسانی که دچار این سندرم هستند دچار کوری کورتکسی هستند و علی‌رغم شواهد واضح دالِ بر نابینایی‌شان، سرسختانه آن را انکار کرده و مدعی‌اند که قادر به «دیدن» هستند. از آنجایی که این افراد هرگز نمی‌پذیرند که نابینا هستند، غالباً برای توجیه فقدان حس بینایی‌شان، دست به افسانه‌سازی می‌زنند. این سندرم نامش را از گابریل آنتون و ژوزف بابینسکی می‌گیرد.
این سندرم بیشتر به‌دنبال سکته مغزی به وجود می‌آید اما ممکن است در اثر ضربه به سر هم ایجاد شود. 
اینکه چرا این افراد قاطعانه، نابینایی‌شان را انکار می‌کنند، هنوز مشخص نشده اما فرضیه‌های متعددی دربارهٔ آن وجود دارد. بر پایه یک فرضیه، آسیب به قشر بینایی مغز، سبب ناتوانی در ارتباط با مرکز تکلم مغز می‌شود و با اینکه فرد اطلاعات تصویری خاصی را دریافت می‌کند، اما مغز قادر به تجزیه و تحلیل آن نیست و مراکز تکلم مغز به عنوان یک پاسخ جبرانی، شروع به افسانه‌سازی می‌کنند.